# Piotr Caprimontanus
Piotr Caprimontanus (zm. w 1589 roku w Wilnie) – kaznodzieja Zygmunta III Wazy.
Był Szwedem z Arozji. W 1579 roku wstąpił do seminarium w Ołomuńcu. W 1584 roku przybył do Brunsbergi. W Wilnie studiował teologię. Alumn Seminarium Papieskiego w Wilnie. W 1587 roku jako kapłan i magister sztuk wyzwolonych wyjechał do Szwecji na dwór Zygmunta Wazy. Po jego obiorze na króla polskiego powrócił wraz z nim do Polski. 